# Albert Arnavielle
Pour les articles homonymes, voir Arnavielle.
 (décembre 2018).
Si vous disposez d'ouvrages ou d'articles de référence ou si vous connaissez des sites web de qualité traitant du thème abordé ici, merci de compléter l'article en donnant les références utiles à sa vérifiabilité et en les liant à la section « Notes et références ».
Albert Arnavielle, né à Alès (Gard) le 22 juillet 1844 et mort à Montpellier (Hérault) le 11 novembre 1927, est un poète et journaliste français d'expression française et languedocienne. À la suite de la parution de son recueil de poèmes Lous Cants de l'Aubo, il est invité à rejoindre le Félibrige par Frédéric Mistral.

## Biographie
Né à Alès le 22 juillet 1844 (alors orthographié Alais), Albert Arnavielle est le fils d'une famille de marbriers originaire d'Aniane à qui l'on doit nombre de tombes monumentales à travers le Gard et l'Hérault ainsi que les autels de nombreux édifices religieux dont à la cathédrale Saint Jean Baptiste d'Alais (aujourd'hui Alès), son avenir apparaît tout tracé. Néanmoins le jeune Albert montre peu d'intérêt pour cette profession.
Il fréquente très tôt des cafés savants, et se consacre à la poésie. L'un de ses poèmes, publié dans un journal local, est repéré et il est invité à rejoindre les réunions de l'académie de Nîmes. Il y rencontre le futur prix Nobel de littérature, Frédéric Mistral, qui devient son ami, le surnomme le « Saint du Félibrige » et entretient une relation épistolaire avec celui-ci. Il lui propose d'intégrer le mouvement du Félibrige, dont il sera élu majoral du Félibrige en 1876 pour son œuvre Lous Cants de l'Aubo, écrite à l'âge de 24 ans. À cette occasion, il reçoit la cigale d'or Cigalo de l'Aubo, o de la Tabò — cigale de l'aube et du tabo (sorte de cri de guerre des écoliers gardois) — le titre est spécialement créé pour lui. 
En 1877, il est nommé également maître en gai savoir.
Il est rédacteur de la Revue félibréenne et de Lou Viro-Soulèu[réf. nécessaire].
Il est également un militant royaliste de l'Action française proche de Charles Maurras, qui préface son œuvre publiée à titre posthume par son fils, Las Raiolos.
Il épouse une bourgeoise montpelliéraine de qui il aura deux enfants.
Sa fille Mireille a écrit des poèmes et rencontrera son mari lors des séjours dans leur maison de famille ardéchoise, tandis que son fils Pierre Aristide Arnavielle est devenu peintre. Ce dernier a fait le portrait de son père visible au début de son ouvrage Lous Cants de l'aubo.
Il fréquentera toute sa vie de nombreux salons dont ceux du jeune Marquis de Baroncelli avec qui il discutera des bases de la Camargue naissante et de la nation Camarguaise.
Mais il sera surtout coutumier de ceux d'Alphonse Daudet, de Frédéric Mistral, de Charles Maurras, de Placide Cappeau (à qui l'on doit le Minuit, chrétiens), de Clovis Hugues ou encore de Paul Arène.
Son descendant Jean-Jacques Payan militera pour que sa mémoire et son héritage culturel soient pérennisés notamment avec les fêtes du Volo Biou.
Il est inhumé au cimetière principal d'Alès, dans le Gard où nombre de ses amis ont inscrit des dédicaces sur leurs monuments funéraire en son souvenir. Plusieurs tombes comportent des citations, vers et textes de l'auteur.

## Œuvres
- Lous Cants de l'aubo, poésies languedociennes, avec la traduction française en regard, par Albert Arnavielle, Nîmes, J. Roumieux, 1868.
- Per Toulouso, au noum de Diéu, poésie languedocienne, traduction française par Albert Arnavielle, suivi de Donnez aux pauvres inondés, poésie, par J. Albran, Alais, J. Martin, 1875.
- Lous Gorbs, avec traduction française, Montpellier, Hamelin et frères, 1880.
- Pouẽsìos dau troubaire-massou Matiéu Lacroix, emb' uno Noutiço biougrafico par Frederi Mistral e uno letro, e uno pouẽsìo d'Albert Arnavielle, La Grand' Coumbo, D. Coronel, 1899.(préfacé par Frédéric Mistral)
- Las Raiolos, poésies languedociennes, avec la traduction en regard par Albert Arnavielle, Montpellier, Éditions Languedociennes, 1932..(Préfacé par Charles Maurras)
- La légende du Volo Biou, Albert Arnavielle est également connu pour avoir raconté la légende du Volo Biou (du bœuf volant) à l'origine des fêtes médiévales éponymes de la ville de Saint-Ambroix.